# Maria Magdalenakerk (Eizer)

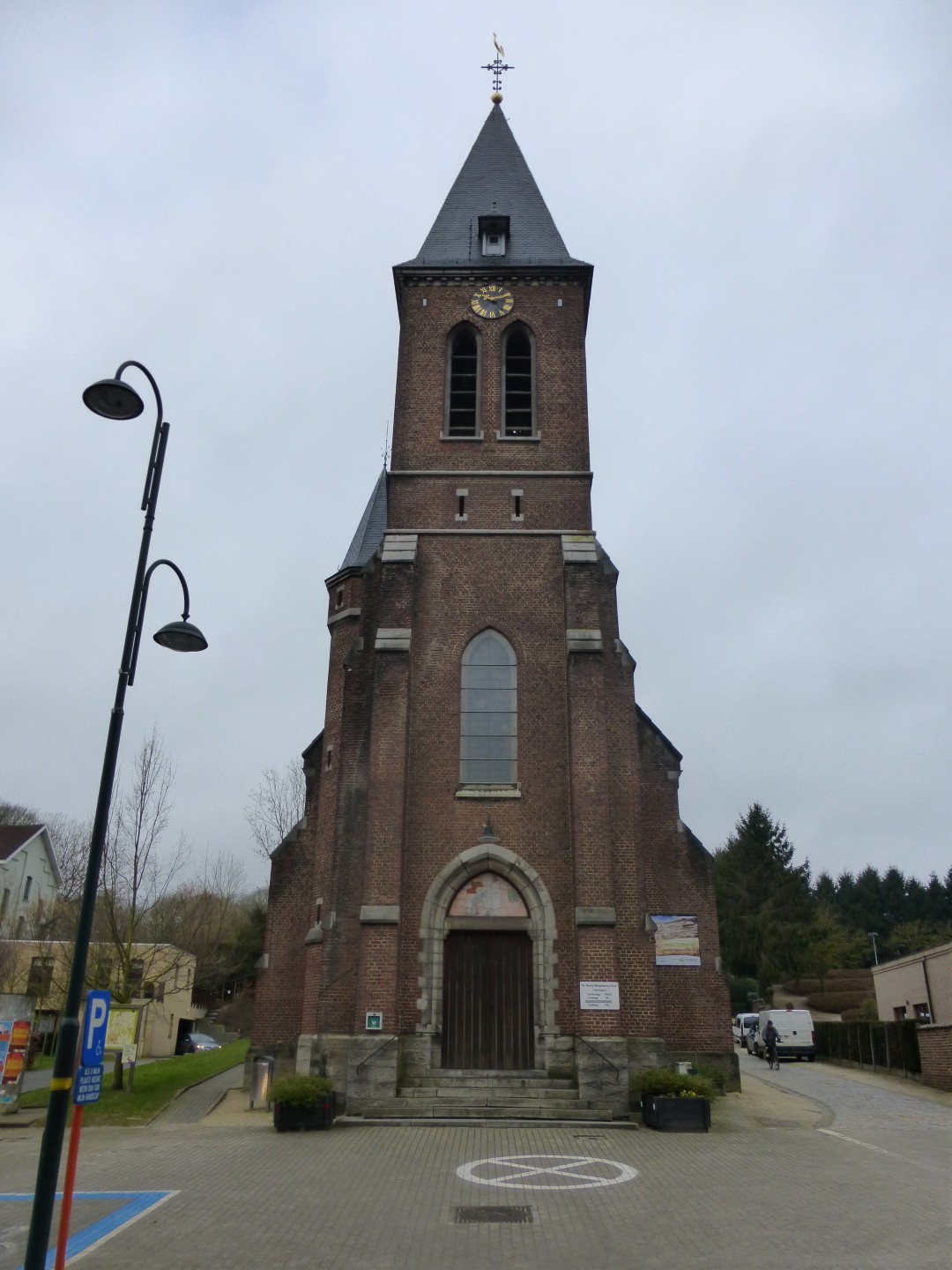
Maria Magdalenakerk

De Maria Magdalenakerk is de parochiekerk van de tot de Vlaams-Brabantse gemeente Overijse behorende plaats Eizer, gelegen aan de Duisburgsesteenweg.

## Geschiedenis
In 1873 werd Eizer een zelfstandige parochie. Men kerkte aanvankelijk in de Onze-Lieve-Vrouw-ter-Noodkapel die zich bevond in het tot de gemeente Duisburg behorende gehucht Hoog-Eizer. In 1879 werd Hoog-Eizer toegevoegd aan de parochie van Eizer. In 1876 was sprake van een noodkerk, gewijd aan Sint-Rochus en Sint-Carolus Borromeus.
Van 1889-1893 werd aan een definitieve kerk gebouwd. De toren was nog niet voltooid. Dat gebeurde pas in 1933.

## Gebouw
Het betreft een eenbeukige bakstenen kruiskerk met voorgebouwde westtoren, ontworpen door Eugène Carpentier in neogotische stijl. Het interieur is hoofdzakelijk neogotisch.
Achter de kerk ligt een kerkhof.